# VLPセラピューティクス・ジャパン
VLPセラピューティクス・ジャパン株式会社は、日本の東京都港区に本社を置く企業。2020年に米国VLPセラピューティクスの100%子会社（当時）として設立された。代表取締役は赤畑渉。
2023年現在、国立研究開発法人日本医療研究開発機構（AMED）、AMED先進的研究開発戦略センター（SCARDA）及び厚生労働省の支援により、新型コロナウイルス感染症（COVID-19）等に対するワクチンを、VLPセラピューティクス保有の自己増殖RNA（レプリコン）技術を用いて研究・開発中である。